# Hubert Ludwig
Hubert Jacob Ludwig (Trier, 22 maart 1852 - Bonn, 17 november 1913) was een Duits zoöloog, gespecialiseerd in de anatomie en systematiek van stekelhuidigen. Hij publiceerde zo'n tweehonderd nieuwe namen van mariene taxa, waarvan het overgrote deel heden ten dage nog als geldig wordt geaccepteerd. Ludwig is de auteur van "Die Seewalzen" (de zeekomkommers), een werk dat tussen 1889 en 1892 in afleveringen verscheen, en nog steeds geldt als een standaardwerk op het gebied van de taxonomie van deze groep.

## Levensschets
Ludwig studeerde zoölogie, volgens sommige bronnen aan de Georg-August-Universität Göttingen, volgens andere bij Rudolf Leuckart aan de Universiteit Leipzig. In elk geval was hij in 1874, toen hij zijn eerste artikelen publiceerde, assistent aan het "Zoologisch-Zootomisch Institut" in Göttingen. In 1878, het jaar waarin hij trouwde, werd hij conservator van de "Städtische Sammlungen für Naturgeschichte und Ethnographie" in Bremen. Uit correspondentie uit die tijd blijkt dat hij graag wilde terugkeren naar het academische leven, en in 1881 vertrok hij naar Gießen om daar hoogleraar te worden aan de Justus-Liebig-Universität. In 1887 ten slotte, werd hij hoogleraar in de leerstoel voor zoölogie en directeur van het zoölogisch museum aan de Rheinische Friedrich-Wilhelms-Universität in Bonn.
Van 1882 tot 1892 werkte Ludwig aan een monografie over de zeekomkommers, waarvan het resultaat in afleveringen verscheen tussen 1889 en 1892. Dit werk geldt als een klassieker in de zoölogische literatuur. Intussen verschenen van zijn hand ook andere publicaties over stekelhuidigen in het algemeen en zeekomkommers in het bijzonder. In 1882 ontving hij de prijs van het Göttinger Gesellschaft für Wissenschaften voor zijn uiteenzetting over de geslachtsorganen van de zeester Asterina gibbosa, een publicatie die in 1879 verscheen. Andere publicaties betreffen materiaal dat door verzamelaars aan hem werd toevertrouwd, onder meer van de Braziliaanse kust en uit de Rode Zee. Voor het Zoölogisch Station van Napels werkte hij aan zeesterren. In 1879 was dat aanleiding voor een van zijn eerste publicaties, in 1897 leidde het tot een werk met een omvang van bijna 500 pagina's over de zeesterren van de Middellandse Zee.
Ludwig werd in 1881 gekozen als lid van de Deutsche Akademie der Wissenschaften Leopoldina. In 1898 werd hij corresponderend lid van de Pruisische Academie van Wetenschappen. Van 1900 tot 1901 was hij voorzitter van de Deutsche Zoologische Gesellschaft. Van 1901 tot 1902 bekleedde hij de functie van rector magnificus van de Universiteit van Bonn.
Hij sprak zich als een van de weinigen in zijn tijd openlijk uit voor de deelname van vrouwen aan het academisch leven. Hij nam zelf gravin Maria von Linden (1869-1936), de eerste vrouw die in Bonn studeerde, in dienst als assistent in zijn laboratorium. Zij werd naderhand titulair hoogleraar.

## Publicaties
| 1875. | Beiträge zur Kenntniss der Holothurien. Arbeiten aus dem zoologisch-zootomischen Institut in Würzburg 2(2): 77-118. BHL |
| -     | Thyonidium occidentale n. sp. Arbeiten aus dem zoologisch-zootomischen Institut in Würzburg 2(2): 119-120. BHL |
| 1879. | Die Echinodermen des Mittelmeeres. Prodromus einer monographischen Bearbeitung derselben Mittheilungen aus der zoologischen Station zu Neapel 1(4): 523-580. BHL |
| 1880. | Echinodermata. Zoologische Ergebnisse einer im Auftrage der Königlichen Academie der Wissenschaften zu Berlin ausgeführten Reise in die Küstengebiete des Rothen Meeres 2(5): 1-7. BHL |
| -     | Über einige seltenere Echinodermen des Mittelmeeres. Mittheilungen aus der zoologischen Station zu Neapel 2(1): 53-71. BHL |
| -     | Über Asthenosoma varium Grube und über ein neues Organ bei de Cidariden. Zeitschrift für wissenschaftliche Zoologie 34(1): 70-86. BHL |
| -     | Neue Beiträge zur Anatomie der Ophiuren. Zeitschrift für wissenschaftliche Zoologie 34(2): 333-365. BHL |
| 1881. | Über eine lebendiggebärende Synaptide und zwei andere Holothurienarten der Brasilianischen Küste. Archives de Biologie 2: 41-58. BHL |
| 1882. | Verzeichnis der von Prof. Dr. Ed. van Beneden an der Küste von Brasilien gesammelten Echinodermen. Mémoires couronés et mémoires des savants étrangers publiés par l'Académie royale des sciences, des lettres et des beaux-arts de Belgique 44(5): 1-26. BHL |
| -     | List of the Holothurians in the collection of the Leyden Museum. Notes Leyden Museum 4: 127–137. BHL |
| 1883. | Verszeichniss der Holothurien des Kiehler Museums. Bericht der Oberhessischen Gesellschaft für Natur- und Heilkunde 22: 155-176. BHL |
| 1886. | Echinodermen des Beringsmeeres. Zoologische Jahrbücher. Zeitschrift für Systematik, Geographie und Biologie der Thiere 1: 275-296. BHL |
| -     | Die von G. Chierchia auf der Fahrt der Kgl. Ital. Corvette "Vettor Pisani" gesammelten Holothurien. Zoologische Jahrbücher. Zeitschrift für Systematik, Geographie und Biologie der Thiere 2: 1-36. BHL |
| 1887. | Drei Mittheilungen über alte und neue Holothurienarten. Abhandlungen der preussischen Akademie der Wissenschaften 54: 1-28, pl. 15. |
| 1888. | Die von Dr. J. Brock im Indischen Archipel gesammelten Holothurien. Zoologische Jahrbücher. Zeitschrift für Systematik, Geographie und Biologie der Thiere 3(6): 805-820. BHL |
| -     | Ophiopteron elegans, eine neue, wahrscheinlich schwimmende Ophiuridenform. Zeitschrift für wissenschaftliche Zoologie 47(3): 459-464. BHL |
| 1889  | - 92. Die Seewalzen. in: H.G. Bronn, Klassen und Ordnungen des Thier-reiches Echinodermen Buch 1: 1-460. BHL |
| 1893. | Vorläufiger Bericht über die erbeuteten Holothurien. Reports on the dredging operations off the west coasts of Central America, to the Galapagos, to the west coast of Mexico, and to the Gulf of California, in charge of Alexander Agassiz, carried on by the U.S. Fish Commission Steamer "Albatross". Bulletin of the Museum of Comparative Zoölogy at Harvard College 24(4): 105-114. BHL |
| 1894. | The Holothurioidea. Reports on an exploration off the west coasts of Mexico, Central and South America, and off the Galapagos Islands, in charge of Alexander Agassiz, by the U.S. Fish Commission Steamer Albatross, during 1891. XII. Memoirs of the Museum of Comparative Zoölogy at Harvard College 17(3): 1-183. BHL                                                                      |
| -     | met O. Bütschli, J.V. Carus, L. Döderlein, E. Ehlers, K. Möbius, F.E. Schulze & J.W. Spengel. Regeln für die wissenschaftliche Benennung der Thiere im Auftrage der Deutschen Zoologischen Gesellschaft. Archiv für Naturgeschichte 61(1): 362-371. BHL |
| 1897. | Die Seesterne des Mittelmeeres: 1-491. BHL |
| 1898. | Einige Bemerkungen über die Mittelmeerischen Synapta-Arten. Zoologischer Anzeiger 21: 1-9. BHL |
| -     | Holothurien. Ergebnisse der Hamburger Magalhaensischen Sammelreise 1892/93 1: 1–98. BHL |
| -     | Crinoideen. Ergebnisse der Hamburger Magalhaensischen Sammelreise 1892/93 1: 1–7. BHL |
| -     | Ophiuroideen. Ergebnisse der Hamburger Magalhaensischen Sammelreise 1892/93 1: 1–28. BHL |
| -     | Die Holothurien der Sammlung Plate. Fauna Chilensis I. Zoologische Jahrbücher. Supplement 4: 431–454, pl. 1-26. BHL |
| 1899. | Die Seesterne. in: H.G. Bronn, Klassen und Ordnungen des Thier-reiches Echinodermen Buch 2: 1-744. BHL |
| -     | Echinodermen des Sansibargebietes. in: Wissenschaftliche Ergebnisse der Reisen in Madagaskar und Ost-Afrika in den Jahren 1889-95. Abhandlungen herausgegeben von der Senckenbergischen Naturforschenden Gesellschaft 21(4): 535-563. BHL |
| 1900. | Arktische Seesterne. Fauna Arctica 1(3): 445-502. BHL |
| 1901. | Die Schlangensterne. in: H.G. Bronn, Klassen und Ordnungen des Thier-reiches Echinodermen Buch 3: 1-966. BHL |
| 1903. | Seesterne. Résultats du voyage du S.Y. Belgica en 1897-1898-1899. Rapports scientifiques R20: 1-72, pl. 1-7. BHL |
| 1904. | Die Seeigel. in: H.G. Bronn, Klassen und Ordnungen des Thier-reiches Echinodermen Buch 4: 1-1413. BHL |
| 1905. | Asteroidea. Memoirs of the Museum of Comparative Zoölogy at Harvard College 32: 1-292. BHL |
| -     | Asterien und Ophiuren der schwedischen Expedition nach dem Magalhaensländern 1895-1897. Zeitschrift für wissenschaftliche Zoologie 82(1): 39-79. BHL |
| -     | Ein endoparasitischer Chaetopod in einer Tiefsee Ophiure. Zoologischer Anzeiger 29: 397-399. BHL |
| 1907. | Die Seelilien. in: H.G. Bronn, Klassen und Ordnungen des Thier-reiches Echinodermen Buch 5: 1-1602. BHL |
| -     | Diagnosen neuer Tiefsee-Seesterne aus der Familie der Porcellanasteriden. Zoologischer Anzeiger 31: 312-319. BHL |
| 1935. | met S.G. Heding. Die Holothurien der deutschen Tiefsee-Expedition. I. Fußlose und dendrochirote Formen. Wissenschaftliche Ergebnisse der Deutschen Tiefsee-Expedition auf dem Dampfer Valdivia 1898-1899 24(2): 123–214. |

- Catàleg d'autoritats de noms i títols de Catalunya: 981060023991506706
- CiNii: DA03936785
- Stuttgart Database of Scientific Illustrators 1450–1950: 8594
- Gemeinsame Normdatei: 117283142
- International Standard Name Identifier: 0000 0000 5433 7283
- Library of Congress Control Number: nr00016966
- Nationale Bibliotheek van Tsjechië: xx0195478
- Nationale Bibliotheek van Israël: 987007381859205171
- Nederlandse Thesaurus van Auteursnamen: 16596913X
- Système universitaire de documentation: 138534683
- Virtual International Authority File: 52463111
- WorldCat: E39PBJbttYYjwpwkr3CVqhWVYP